# Herrarnas 200 meter frisim vid världsmästerskapen i kortbanesimning 2022
Herrarnas 200 meter frisim vid världsmästerskapen i kortbanesimning 2022 avgjordes den 18 december 2022 i Melbourne Sports and Aquatic Centre i Melbourne i Australien.
Guldet togs av sydkoreanska Hwang Sun-woo efter ett lopp på 1 minut och 39,72 sekunder, vilket blev ett nytt mästerskaps- och asiatiskt rekord. Silvret togs av rumänska David Popovici och bronset togs av brittiska Tom Dean.

## Rekord
Inför tävlingens start fanns följande världs- och mästerskapsrekord:
|                   | Namn            | Nation   | Tid     | Ort              | Datum            |
| ----------------- | --------------- | -------- | ------- | ---------------- | ---------------- |
| Världsrekord      | Paul Biedermann | Tyskland | 1.39,37 | Berlin, Tyskland | 15 november 2009 |
| Mästerskapsrekord | Danas Rapšys    | Litauen  | 1.40,95 | Hangzhou, Kina   | 14 december 2018 |

Följande nya rekord noterades under mästerskapet:
| Datum       | Omgång | Namn          | Nationalitet | Tid     | Rekord |
| ----------- | ------ | ------------- | ------------ | ------- | ------ |
| 18 december | Final  | Hwang Sun-woo | Sydkorea     | 1.39,72 | 0MR0   |

## Resultat

### Försöksheat
Försöksheaten startade klockan 11:23.
| Placering | Heat | Bana | Namn                | Nationalitet   | Tid           | Noteringar    |
| --------- | ---- | ---- | ------------------- | -------------- | ------------- | ------------- |
| 1         | 5    | 7    | Tom Dean            | Storbritannien | 1.40,98       | 0Q0           |
| 2         | 5    | 5    | Katsuhiro Matsumoto | Japan          | 1.41,29       | 0Q0, 0NR0     |
| 3         | 5    | 3    | Maxime Grousset     | Frankrike      | 1.41,79       | 0Q0           |
| 4         | 6    | 3    | Drew Kibler         | USA            | 1.41,88       | 0Q0           |
| 5         | 6    | 5    | Danas Rapšys        | Litauen        | 1.42,21       | 0Q0           |
| 6         | 4    | 3    | David Popovici      | Rumänien       | 1.42,31       | 0Q0           |
| 7         | 4    | 6    | Thomas Neill        | Australien     | 1.42,38       | 0Q0           |
| 8         | 4    | 4    | Hwang Sun-woo       | Sydkorea       | 1.42,44       | 0Q0           |
| 9         | 4    | 5    | Kieran Smith        | USA            | 1.42,54       |               |
| 10        | 5    | 6    | Antonio Djakovic    | Schweiz        | 1.43,04       |               |
| 11        | 5    | 1    | Kregor Zirk         | Estland        | 1.43,16       |               |
| 12        | 6    | 7    | Roman Fuchs         | Frankrike      | 1.43,17       |               |
| 13        | 6    | 4    | Matthew Sates       | Sydafrika      | 1.43,22       |               |
| 14        | 4    | 1    | Petar Mitsin        | Bulgarien      | 1.43,48       | 0NR0          |
| 14        | 4    | 2    | Breno Correia       | Brasilien      | 1.43,48       |               |
| 14        | 6    | 2    | Pan Zhanle          | Kina           | 1.43,48       |               |
| 17        | 5    | 2    | Matteo Ciampi       | Italien        | 1.43,51       |               |
| 18        | 6    | 6    | Luc Kroon           | Nederländerna  | 1.43,86       |               |
| 19        | 4    | 7    | Hidenari Mano       | Japan          | 1.44,20       |               |
| 20        | 3    | 4    | Luis Domínguez      | Spanien        | 1.44,25       |               |
| 21        | 6    | 1    | Velimir Stjepanović | Serbien        | 1.44,73       |               |
| 22        | 4    | 8    | Carter Swift        | Nya Zeeland    | 1.44,88       |               |
| 23        | 2    | 5    | Ruslan Gaziev       | Kanada         | 1.44,97       |               |
| 24        | 6    | 8    | Josha Salchow       | Tyskland       | 1.45,01       |               |
| 25        | 5    | 8    | Isak Eliasson       | Sverige        | 1.45,17       |               |
| 26        | 3    | 6    | Ronny Brännkärr     | Finland        | 1.45,42       |               |
| 27        | 3    | 5    | Joaquín Vargas      | Peru           | 1.45,69       |               |
| 28        | 3    | 1    | Ksawery Masiuk      | Polen          | 1.46,51       |               |
| 29        | 2    | 4    | Wesley Roberts      | Cooköarna      | 1.46,67       | 0NR0          |
| 30        | 3    | 7    | Cheuk Ming Ho       | Hongkong       | 1.47,30       |               |
| 31        | 2    | 6    | Max Mannes          | Luxemburg      | 1.47,41       |               |
| 32        | 2    | 2    | Santiago Corredor   | Colombia       | 1.47,47       |               |
| 33        | 3    | 3    | Jakub Poliačik      | Slovakien      | 1.47,48       |               |
| 34        | 3    | 8    | Illia Linnyk        | Ukraina        | 1.47,72       |               |
| 35        | 3    | 2    | Mikel Schreuders    | Aruba          | 1.47,74       |               |
| 36        | 2    | 1    | Omar Abbass         | Syrien         | 1.48,73       | 0NR0          |
| 37        | 2    | 3    | Luka Kukhalashvili  | Georgien       | 1.49,38       |               |
| 38        | 2    | 7    | Mark Ducaj          | Albanien       | 1.50,38       |               |
| 39        | 2    | 8    | James Freeman       | Botswana       | 1.51,02       |               |
| 40        | 1    | 5    | Luke Thompson       | Bahamas        | 1.51,31       |               |
| 41        | 1    | 4    | Pavel Alovațki      | Moldavien      | 1.51,42       |               |
| 42        | 1    | 6    | Matt Savitz         | Gibraltar      | 1.54,02       |               |
| 43        | 1    | 3    | Jinnosuke Suzuki    | Nordmarianerna | 1.56,27       |               |
| 44        | 1    | 2    | Israel Poppe        | Guam           | 1.57,67       |               |
| 45        | 1    | 7    | Sangay Tenzin       | Bhutan         | 2.03,80       |               |
| 46        | 1    | 1    | Ervin Shrestha      | Nepal          | 2.05,03       |               |
| 47        | 1    | 8    | Jeancarlo Calderon  | Panama         | Startade inte | Startade inte |
| 47        | 5    | 4    | Kyle Chalmers       | Australien     | Startade inte | Startade inte |

### Final
Finalen startade klockan 20:50.
| Placering | Bana | Namn                | Nationalitet   | Tid     | Noteringar |
| --------- | ---- | ------------------- | -------------- | ------- | ---------- |
| 1         | 8    | Hwang Sun-woo       | Sydkorea       | 1.39,72 | 0MR0, 0AR0 |
| 2         | 7    | David Popovici      | Rumänien       | 1.40,79 | 0NR0       |
| 3         | 4    | Tom Dean            | Storbritannien | 1.40,86 |            |
| 4         | 6    | Drew Kibler         | USA            | 1.41,44 |            |
| 5         | 1    | Thomas Neill        | Australien     | 1.41,55 |            |
| 6         | 3    | Maxime Grousset     | Frankrike      | 1.41,56 |            |
| 7         | 2    | Danas Rapšys        | Litauen        | 1.41,74 |            |
| 8         | 5    | Katsuhiro Matsumoto | Japan          | 1.41,91 |            |